# Alvações do Corgo
Alvações do Corgo is een plaats (freguesia) in de Portugese gemeente Santa Marta de Penaguião en telt 575 inwoners (2001).